# Juan Lucero (obispo)
Juan Lucero (f. Salamanca, 1362) fue un religioso español. 
Fue hijo de María Lucero. Designado como obispo de Salamanca en noviembre de 1339, acompañó a Alfonso XI de Castilla en el Sitio de Algeciras en 1342, y junto con los obispos de Badajoz y de Zamora, consagró la mezquita de Algeciras a Santa María de la Palma. Tres años más tarde, en 1345, redactó los primeros estatutos de la catedral de Salamanca.
Con la dignidad de obispo de Salamanca, ofició en la primavera de 1354 en la iglesia de San Martín de Cuéllar (Segovia) el matrimonio real entre Pedro I de Castilla y Juana de Castro, cuando todavía vivía su primera mujer Blanca de Borbón, lo que le costó persecución del legado papal. Gobernó la diócesis de Salamanca hasta el 18 de junio de 1361, que fue designado para ocupar la silla episcopal de Segovia. En su corto mandato como obispo de Segovia, confirmó la fiesta de la Purísima Concepción en la catedral de Segovia.
Falleció en Salamanca en 1362, y fue enterrado en la capilla de Santa Bárbara, que él mismo había fundado en el claustro de la Catedral Vieja de Salamanca, en cuyo centro se conserva su sepulcro.